# Grand Genève

Mapa de la Grand Genève, mostrant fronteres estatals i regionals. Cantó de Ginebra i Districte de Nyon són dins Suïssa, mentre les altres comunitats (C.C., C.A.) són dins l'estat francès.

La Grand Genève ("Gran Ginebra" en francès) és una aglomeració transfronterera de 209 municipis d'uns 2000 km² que formen l'àrea metropolitana de Ginebra. El territori inclou poblacions de Suïssa (la ciutat i cantó de Ginebra així com el districte de Nyon al cantó de Vaud) i de França (parts de l'Alta Savoia i de l'Ain). Es va crear el 2012 amb el nom d'Agglomeration Franco-Valdo-Genevoise. Compta amb mes d'1 milió d'habitants (2020).

## Transport
La regió és connectada per diversos transports públics, incloent-hi la xarxa de Transports Publics Genevois dins del Cantó de Ginebra, el sistema de tren de rodalies Léman Express, i la xarxa de vaixells de la Compagnie Générale de Navigation sur le lac Léman al llac Léman.

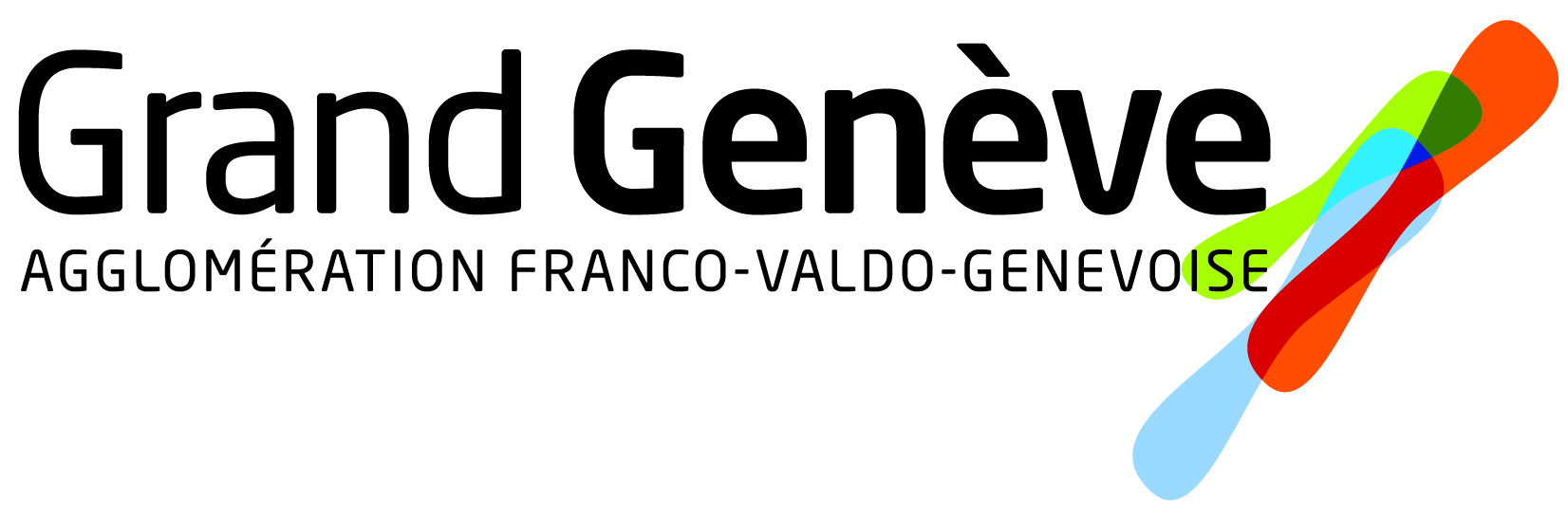
Logotip

## Municipis de l'aglomeració
L'aglomeració transfronterera comptava originalment amb 212 municipis suïssos i francesos. Aquests municipis tenen les seves pròpies estructures supramunicipals, com:
- Ain (departament)
  - Communauté de communes du Pays Bellegardien
  - Communauté de communes du Pays de Gex
- Alta Savoia
  - Communauté d'agglomération Annemasse Agglo
  - Communauté de communes Arve et Salève
  - Communauté de communes du Bas Chablais
  - Communauté de communes des Collines du Léman
  - Communauté de communes Faucigny-Glières
  - Communauté de communes du Genevois savoyard
  - Communauté de communes du Pays Rochois
  - Ville de Thonon-les-Bains

Mapa de la xarxa de tren Léman Express, el 2019.

- Cantó de Ginebra
- Districte de Nyon